# Malleret-Boussac
Malleret-Boussac ist eine Gemeinde in Frankreich. Sie gehört zur Region Nouvelle-Aquitaine, zum Département Creuse, zum Arrondissement Aubusson und zum Kanton Boussac. Die Bewohner nennen sich Malleretois.

## Geografie
Malleret-Boussac wird von der Petite Creuse passiert. Die Gemeinde grenzt im Nordwesten an Nouzerines, im Norden an Bussière-Saint-Georges, im Nordosten an Boussac-Bourg, im Osten an Saint-Silvain-Bas-le-Roc, im Südosten an Toulx-Sainte-Croix, im Südwesten an Clugnat und im Westen an Bétête.

## Bevölkerungsentwicklung
| Jahr      | 1962 | 1968 | 1975 | 1982 | 1990 | 1999 | 2008 | 2013 |
| --------- | ---- | ---- | ---- | ---- | ---- | ---- | ---- | ---- |
| Einwohner | 451  | 447  | 350  | 294  | 268  | 229  | 234  | 230  |

## Sehenswürdigkeiten
- Kirche Saint-Martin
- Kirche Saint-Martial und Saint-Pierre im Ortsteil Champeix